# Negan
Negan est un personnage de fiction dans la série The Walking Dead. Il est le chef d'un groupe d'environ une centaine de survivants (principalement des hommes) établi à Washington, DC et appelé les Sauveurs (The Saviors en VO). L’apparence de ce personnage est fondée sur Henry Rollins, comme cela a été confirmé par Charlie Adlard lui-même et son utilisation excessive de jurons lui vient de Robert Kirkman et des personnes connues par l'auteur. Jeffrey Dean Morgan interprète le rôle de Negan dans la série télévisée du même nom et apparaît pour la première fois à la fin de la sixième saison.
Après que Rick Grimes et ses camarades survivants ont accepté la mise en place d'un réseau d'échange avec La Colline, ils tombent dans une embuscade mise en place par les Sauveurs et sont forcés d'obéir aux règles et aux ordres de Negan. C'est ainsi qu'ils donnent la moitié de leurs provisions comme les autres communautés. Obéissant, au début, Rick et les autres se rassemblent secrètement pour une guerre contre les Sauveurs avec les autres communautés du district de Columbia. Negan vit dans une usine abandonnée (renommée « Sanctuaire ») où la plupart des femmes agissent comme ses épouses. Il devient proche du fils de Rick, Carl Grimes.
Dans la série, avec les disparitions des personnages de Rick et Carl, ses relations sont remplacées par Michonne (chef d'Alexandria depuis la disparition de Rick) et Judith Grimes.

## Création
Le personnage a été conçu par Robert Kirkman après avoir eu une idée de scénario où Rick Grimes devait tuer son camarade, Glenn, afin de protéger son fils. Plutôt que de mettre en place ce scénario, Robert Kirkman a créé Negan et s'est servi de son introduction pour commettre le meurtre controversé de Glenn avec une batte de baseball entourée de fil barbelé, appelée Lucille.

## Personnalité
Negan est autant respecté et craint qu'un roi, au vu de son premier et dernier mot concernant les activités de son groupe, les Sauveurs. Brutal, grossier et doté d'un sens de l'humour particulier, Negan porte une batte de baseball entourée de fil barbelé qu'il a appelée Lucille. Pourtant, son comportement dans certaines situations ne peut pas toujours être considéré comme machiavélique : alors qu'il peut, bien sûr, être sans merci et implacable quand il souhaite faire comprendre un point de vue, il peut en même temps (du moins en surface) comprendre les autres et être enclin à épargner ceux qu'il considère comme potentiellement utiles. Il est également représenté comme raisonnable quand des personnes tentent de négocier avec lui et ayant un véritable dégoût pour le viol.
Negan apparaît sûr de lui, moqueur et manifeste une impression de supériorité face aux autres, supériorité et air hautain dont il se veut fier à travers son sourire. Il possède une confiance en lui et une arrogance démesurées qui transparaissent clairement dans son interprétation audiovisuelle dans la série. Il est considéré comme un sociopathe (avec un trouble de la personnalité antisociale) d’après les conclusions de plusieurs psychologues s’étant penchés sur l’analyse du personnage. Negan a de ce fait un penchant pour la provocation et les jeux de pouvoir. Plus la résistance face à ses souhaits est forte, plus il semble apprécier l'épreuve de force. Ayant une rare sagesse, associée avec de violents antagonismes, Negan paraît observer et apprécier les affaires et les intentions de ses opposants. Cela lui donne un sérieux avantage psychologique dans la plupart des épreuves de force, comme il peut anticiper et déjouer les plans de ses ennemis.

## Apparitions

### Série de comics

#### Terrifiant
Peu après l'épidémie, Negan a créé « Les Sauveurs » et s'est imposé auprès de ses hommes. Negan, avec son équipe (qui inclut cinquante hommes ou plus), avait conclu un marché avec La Colline : ils utiliseraient leurs armes, dont la colonie manquait, pour tuer tous les zombies errant autour de leur zone. En retour, ils obtiendraient la moitié des ressources de la communauté, comme le bétail et les cultures. Pour faire passer leur message, dans le cas où un problème surviendrait, Negan et ses hommes se résoudraient à des mesures cruelles. S'ils se sentent suivis, ou s'ils pensent ne pas récupérer suffisamment de ressources, ils s'en prennent aux personnes de La Colline, en les frappant ou en les tuant. Le groupe envoie également des « messages » à la communauté, qui sont souvent macabres, comme lorsque Gregory a été poignardé par Ethan.
Plus tard, Negan, accompagné de cinquante autres Sauveurs, s'attaque par surprise au groupe de Rick. Ils alignent tous les survivants du van, leur disant qu'ils réclament vengeance après les meurtres de Sauveurs. Sans l'accord de Rick, Negan conclut un marché : tout ce qui appartient actuellement à Alexandria appartient maintenant aux sauveurs. Il présente ensuite son arme de prédilection, Lucille, une batte de baseball couverte de fil barbelé. Après une longue discussion à propos du nouvel ordre mondial et à propos de quelle personne il devrait battre à mort, il choisit finalement sa victime en chantonnant "Ams Tram Gram" et le destin choisit Abraham qui s'effondre au bout du 2e coup de Lucille, non sans avoir eu le temps de dire "suce mes boules" à Negan avant de mourir. C'est Glenn qui subit le même sort, devant Maggie et les autres en pleurs... Negan frappe son crâne à l'aide de Lucille encore et encore. Negan s'adresse alors au reste du groupe, la plupart étant en train de pleurer, leur disant que les Sauveurs reviendraient dans une semaine pour collecter la moitié des ressources d'Alexandria et que si l'accord n'était pas respecté, il y aurait plus de morts. Rick promet alors qu'il tuerait Negan. Negan rassemble ensuite ses effectifs, et quitte le groupe d'Alexandria.

#### Lucille...
Negan et les Sauveurs reviennent à Alexandria pour prendre les ressources. Spencer Monroe arrive à la porte et demande à Negan de décliner son identité. Ce dernier rigole et rappelle les événements de Issue 100. Déconcerté par le fait que tout le monde ne connait pas son nom, Negan fait la remarque qu'il « devrait faire une putain de première impression ». Tandis que les Sauveurs pillent chaque maison pour récupérer des ressources, Negan fait plusieurs commentaires concernant la mort de Glenn, le fait qu'Olivia soit « grosse » et gère les ressources et s'en prend aussi verbalement à Carl quand ce dernier le menace. Negan force également Rick à tenir Lucille pendant qu'il pille la zone. Quand Carl menace un Sauveur quand il prend de nombreuses ressources médicales et que Rick tente de raisonner Negan, ce dernier leur dit que les seuls soins dont ils ont besoin sont leurs murs. Avant que Negan reparte, il récupère Lucille des mains de Rick et lui chuchote : « Je viens juste de faire glisser ma queue au fond de ta gorge et tu viens de me remercier pour ça. »
Lui et ses hommes repartent de la zone avec les ressources, mais ce qu'il ne savait pas, c'était que Carl se cachait dans le camion avec un fusil d'assaut. Une fois arrivés à leur base, Negan est impressionné que Dwight soit encore vivant. « Je suppose qu'il y a toujours une prochaine fois » dit-il. Un Sauveur trouve Carl et ce dernier utilise le fusil et tue six Sauveurs. Ils encerclent Carl et il demande à parler avec Negan. Quand Negan arrive, Carl fait feu sur eux jusqu'à ce qu'il perde le contrôle de son arme. Dwight est sur le point de le tuer quand Negan le stoppe et lui dit : « Est-ce une façon de traiter notre nouvel invité ? » Au lieu de prendre une décision immédiatement contre le jeune Carl, Negan montre un impressionnant intérêt à connaître le garçon. Tellement qu'il décide de guider le jeune homme au travers de l'usine des Sauveurs, lui révélant qu'il est le chef d'un simulacre de culte où des partisans, désintéressés, se soumettent à chacun de ses mots et de ses ordres. De nombreux partisans dans ses rangs vivent dans un système de points, subissant leur vies, bien qu'ils soient nombreux à rentrer dans ses grâces afin d'améliorer leurs conditions de vie, notamment les femmes, qu'il considère comme ses « épouses ». À ce moment, il lui est rapporté que l'une de ses femmes, Amber, a commis un adultère, avec son ancien amour. S'en allant traiter cette situation, il emmène Carl avec lui pour lui montrer, d'abord, ses épouses et comment il gère ses affaires avant de se séparer de Amber, terrifiée, devant tout le monde. Après cela, Negan et Carl partagent un moment en privé dans ses quartiers où il révèle qu'il aimerait mieux connaître Carl, mais, il est distrait par le visage bandé de ce dernier. Il ordonne à Carl d'enlever les bandages, étant intéressé par la blessure à son œil. Carl lui permet de la voir seulement après avoir été menacé. En enlevant ses bandages, il révèle les effets impressionnants que le fait de s'être fait tirer dessus lui a laissés. Negan, incrédule et terrifié, se moque gentiment de cette difformité, allant même jusqu'à demander à Carl s'il peut toucher la partie de son crâne que l'on voit à travers son orbite vide, ce qui fait craquer Carl qui pleure. Cela paraît avoir un effet bizarre sur Negan qui se rétracte et s'excuse, mais découvre la faiblesse de l'enfant qu'il considérait comme dangereux. Ils sont interrompus par un de ses partisans qui lui rapporte « Lucille » et les laisse finalement seuls encore. Negan redevient froid et ordonne à Carl de chanter une chanson pendant qu'il balance sa batte dangereusement autour de lui. Après cet intense moment, ils sont interrompus une nouvelle fois et Negan est prévenu que le fer est prêt. Negan fait tenir « Lucille » à Carl qui le suit pour assister à l'événement. Un rituel, complété par les psalmodies des partisans répondant à Negan, montre que n'importe qui tombant dans ses mauvaises grâces est condamné à avoir son visage brûlé avec du fer. Attaché au bout d'une barre, l'outil normalement utilisé pour sécher le linge est maintenu au-dessus d'un feu avant d'être empoigné par Negan qui le presse sur le visage de ses victimes afin de les punir de leur trahison. Dans cette affaire, c'était le visage de l'ancien compagnon de Amber, Mark, qui est laissé avec le visage déformé, de la même manière que Dwight, avec une portion de son visage qui restera en permanence terrifié et un œil exposé. Après le rituel, Negan congédie sa congrégation avant de se retourner vers Carl qui lui redonne « Lucille ». Il le conduit ensuite vers un autre endroit, se demandant que faire de lui.
Negan s'en va à la rencontre de Rick tandis que ce dernier cherche Carl. Negan lui dit alors à quel point il est impatient de lui montrer « ce qu'il a fait à son fils ». Il est alors attaqué par Rick, sous l'emprise de la rage, avant de lui dire que Carl va bien et qu'il voulait dire qu'il était impatient de montrer à Rick « qu'il n'avait rien fait à son fils ».

#### Ezekiel
Plusieurs jours après, Negan arrive à Alexandria, quelques jours avant la date prévue. Il a été informé que la communauté est « pratiquement » à court de ressources et que Rick est parti en chercher. Negan décide alors qu'il va rester à Alexandria jusqu'à ce que Rick revienne de sa quête de ressources. Il fait un commentaire désinvolte à propos du poids de Olivia, qui l'entend et commence à pleurer. Il essaye de s'excuser, mais elle le gifle purement et simplement. Bien que plusieurs Sauveurs proposèrent de la tuer, Negan les congédia. Peu après, Negan est approché par Spencer Monroe qui lui demande de le suivre plus loin dans la zone. Après un certain temps, Negan commence à s'impatienter et demande à Spencer pourquoi il est venu le voir. Spencer lui dit alors que Rick n'est pas un chef convenable pour la communauté et qu'une fois qu'il aura été assassiné par Negan, il lui donnera le contrôle de la communauté. Negan se sent insulté que Spencer ait attendu que Rick soit parti pour lui dire ceci. Il répond en disant que Rick le hait, certes, mais qu'il a des tripes, à contrario de Spencer qui a agi comme un lâche. Negan taillade alors l'estomac de Spencer, le tuant quasiment sur le coup et faisant la remarque qu'il a finalement des tripes. Il ordonne alors à un de ses hommes de nettoyer ce désordre « avant qu'un enfant le voit ».
Negan demande à Denise, qui a été témoin du meurtre, où Spencer vivait afin d'y aller et jouer au billard. Rick revient plus tard et confronte Negan, qui l'a quand même mis de côté. Rick demande à savoir ce qu'il s'est passé, sinon Negan ne partira pas d'Alexandria vivant. Après avoir empoigné Lucille et prié pour qu'elle lui donne de la force, Negan abandonne ses excessifs jurons et dit à Rick qu'il « s'est décarcassé pour montrer à quel point il peut être raisonnable » en ce qui concerne le fait qu'il ait ramené Carl sain et sauf. De plus, il aiguille Rick vers le fait que Spencer voulait le voir mort. Après avoir vu les ressources ramenées par Rick, Negan en demande d'abord la totalité, mais il décide finalement de ne rien prendre comme il a tué Spencer. Rick insiste pour qu'il prenne ces ressources et Negan n'y voit aucune objection. Alors qu'ils sont en train de rouler vers le Sanctuaire, Negan remarque que Rick et quelques autres sont en train de les suivre. L'instant plus tard, le conducteur se fait tirer dessus et meurt. Confus et en colère, Negan prend Lucille et voit que Rick est en train de pointer une arme sur sa tête. Soudainement, ils entendent un coup de feu et l'arme de Rick est détruire, comme celles des autres qui sont venus avec lui. Negan souligne le fait que Rick et les autres sont stupides d'utiliser des balles sur les zombies alors qu'ils pourraient les garder pour « les penseurs beaucoup plus dangereux » (les vivants). Negan révèle alors qu'à chaque fois qu'ils viennent récupérer des ressources, il a une équipe armée qui encercle la communauté et garde la zone tandis qu'il est en train, avec les Sauveurs, d'entrer et de récupérer les ressources. Avec un sourire fou sur son visage, Negan se penche vers Rick et dit que lui et les résidents d'Alexandria sont « vraiment dans la merde ».
Negan sourit et dit que dans une impasse, les snipers ont une certaine tendance à abandonner leur position après plusieurs tirs. Il explicite en disant que le sniper de Rick « est aussi bon que mort », ce qui pousse Rick à le frapper. Alors que Negan le repousse, Carl tire sur Lucille, ce qui pousse les Sauveurs à ouvrir le feu sur les murs d'Alexandria. Negan leur ordonne d'arrêter et il est choqué et furieux en voyant les dommages sur Lucille. Rick le tacle alors par derrière, mais Negan le maîtrise une nouvelle fois. Il insulte Carl de trou-du-cul borgne et hurle aux résidents de la zone de le faire passer par-dessus le mur, disant « Je veux qu'il paie pour ce qu'il a fait ! » Rick essaye d'objecter, mais Negan le frappe et lance un ultimatum : « Donnez-moi le garçon ou je cognerai dans les crânes de ces quatre personnes ! » Negan admet qu'il appréciait Carl au début et qu'il n'avait jamais eu d'enfant ; s'il en avait eu, il aurait voulu qu'il soit comme Carl. Rick dit que si Carl meurt, leur accord ne tient plus, mais Negan souligne le fait que leur accord ne tient déjà plus. Il ordonne à ces hommes d'aligner Rick, Heath, Nicolas et Holly, et il commence alors à décider qui il va tuer en premier. Il remarque une forme, tombant de la tour de l'horloge, et répète avec suffisance qu'il savait que le sniper de Rick était aussi bon que mort, sans se rendre compte que ce n'est pas Andrea, mais Connor.
Negan raille Rick à propos de la supposée disparition d'Andrea et Nicholas l'interromps, plaidant pour sa vie. Negan réprimande Nicholas pour faire cela et l'accuse d'être un lâche. Il demande alors que Rick, Heath ou Holly lui enjoigne de tuer Nicholas et s'ils le font, il les épargnera. Heath lui répond qu'il ne fera pas ça et Negan recommence alors à choisir lequel il va tuer. Il est interrompu quand Paul Monroe attrape un Sauveur par le pied et l'utilise comme un bouclier face aux balles des Sauveurs. Negan dit à ses hommes de s'arrêter et c'est à ce moment-là que Paul sort de sa cachette et donne un coup de pied dans le visage du plus proche Sauveur. Paul ordonne à Rick et aux autres de se retrancher et de commencer à se frayer un chemin vers Negan. Quand Paul atteint Negan, il le désarme et le tient en otage. Paul esquive les Sauveurs jusqu'à ce qu'Ezekiel et ses hommes arrivent, mais Negan se libère et court vers un camion pour se retrancher au Sanctuaire avec ses hommes. Negan est vu plus tard au Sanctuaire où il fait un discours aux Sauveurs concernant le fait qu'ils sont la force dominante de ce monde et qu'ils doivent le rappeler aux gens. C'est alors qu'il déclare qu'ils sont maintenant en guerre.

#### Sur le sentier de la guerre et guerre totale
Plusieurs jours après, l'armée de Rick arrive à la base des Sauveurs et souhaite que Negan sorte. Au départ, Negan est amusé par ceci et il commence à le railler. Rick révèle qu'ils savent qu'il y a des femmes, des enfants et d'autres, à l'intérieur, qui ne font pas partie de ce combat. Il offre une chance à Negan d'abandonner et de les laisser en vie. Pour le reste, il ré-affirme ce qu'il avait dit : « Tu tues et tu meurs. » Negan joue avec cela et se questionne sur ce qu'il arrivera s'il refuse. Après avoir entendu que « quoi qu'il arrive, cela arrive », Negan réfléchit pendant une demi-seconde et refuse l'offre de Rick. Il songe que s'il pense que l'armée qu'il a rassemblé « peut accomplir quelque chose... C'est sacrément con ». Il entretient brièvement l'idée de laisser le plan de Rick se dérouler sans accrocs dans le seul de but de révéler sa carte joker. Après l'embuscade à Alexandria, Negan a ordonné que Gregory soit enlevé. Effrayé de ce que Negan pouvait faire, Gregory a rapidement prêté son allégeance (et celle de La Colline) à Negan et aux Sauveurs. Après que Gregory ait assuré sa loyauté envers Negan, il l'a informé que la majorité de l'armée de Rick était des personnes qui venaient de la colonie. Negan est ravi de cette information, mais quand l'armée de Rick arrive, il est furieux que seulement huit personnes acceptent son ultimatum et partent. Negan réprimande Gregory pour sa fausse information et le pousse du balcon avec un coup de pied. Il refuse l'offre de Rick une nouvelle fois et ses snipers commencent à tirer sur la milice. Negan demande à Lucille si elle « croit cette merde » et se retranche pour éviter les balles et les éclats de verre. Il appelle Dwight, lui ordonnant de ramener les hommes des avant-postes pour aider à repousser l'armée de Rick. Dwight accepte, mais en raison de la commotion, Negan ne remarque pas l'hésitation qu'il a eu à agir immédiatement. Alors que de plus en plus d'hommes se ruent dehors, Negan leur ordonne de commencer à tirer sur l'armée avant que tous les snipers ne soient tués. Il remarque soudainement que tous leur snipers se mettent à couvert et il est d'abord confus quant au fait que la milice de Rick ne tire pas sur les snipers, mais vers les fenêtres. Il remarque alors la grande horde de zombies qui se rapproche rapidement des murs du Sanctuaire. Il regarde à l'extérieur de la barrière et dit à Dwight que « J'espère que tu portes le froc dans lequel tu te chies dessus. ». Soudainement, Holly lance son véhicule à travers la barrière, en détruisant une partie, ce qui permet à la horde de rentrer à l'intérieur du complexe. Negan lance frénétiquement des ordres à ses hommes qui reviennent dans la fonderie, mais il remarque que Holly est toujours vivante. Il voit un zombie sur le point de la tuer et il l'exécute. Alors qu'elle regarde dans sa direction, Negan sourit et dit qu'elle n'allait « pas s'en tirer aussi facilement. » Tandis que les zombies convergent vers la cour, les Sauveurs se retranchent à l'intérieur de la fonderie pour développer une nouvelle stratégie.
Negan délivre une analogie à un groupe de Sauveurs sur la manière dont on peut détruire un homme « en baisant son vagin », sous-entendu que le meilleur moyen de détruire le cœur d'un homme est de détruire la femme qu'il aime ; Negan croit clairement que cela concerne Holly depuis que Rick « était sur le point de conduire cette voiture... Tu ne l'aurais pas laissé se sacrifier lui-même pour briser notre porte. » Elle le corrige en disant qu'il n'a pas la bonne femme. Rick aime Andrea, et elle était amoureuse de Abraham, l'homme que Dwight a tué. Negan refuse d'écouter, insistant sur le fait qu'elle est celle qui a tué Connor « et une terrible menteuse ». Il ordonne alors à ce qu'elle soit emmenée et sort pour réfléchir. Plus tard, Negan est vu dehors avec plus de Sauveurs, essayant de nettoyer la cour de tous les zombies, jurant que si l'un d'entre eux meurt, il « les baisera. » Finalement, les errants sont trop nombreux à passer la barrière et le groupe de Negan doit se retrancher à l'intérieur une nouvelle fois. Negan se rend compte alors que si la horde les tient enfermés à l'intérieur plus d'une journée, ils vont tous mourir, et il ordonne alors aux unités à l'extérieur de nettoyer l'infection toutes les deux heures, quels que soient les moyens. Il va pour interroger un peu plus Holly, mais il surprend David essayant de la violer. Negan lui demande de s'éloigner d'elle et l'attrape par le col. Il lui rappelle une des principales règles des Sauveurs : « Nous ne violons pas », prouvant ainsi que Negan hait les actes de violence sexuelle. Comme châtiment pour avoir brisé cette règle, Negan poignarde David au niveau de la nuque et s'excuse auprès de Holly, lui disant que « ils [les Sauveurs] ne sont pas des monstres. » Après avoir tué David, il est supposé que Negan a reçu un message de l'un de ses avant-postes qui a été envahi par l'armée de Rick et a envoyé plus de soldats pour fortifier ceux qui restaient. Cela a conduit l'armée de Ezekiel à être éradiquée dans une attaque ratée. Negan a également trouvé une manière d'éliminer tous les zombies qui ont envahi la cour du Sanctuaire. C'est pour cela qu'il est vu plus tard s'en allant vers Alexandria. Quand il arrive à la zone, il lance une grenade par-dessus le mur, qui explose, détruisant quelques maisons et attirant l'attention de Rick. Il veut traiter avec ce dernier et pour soutenir sa demande, il fait sortir Holly, les yeux bandés, de son camion et propose à Rick de la relâcher. Rick accepte de parler uniquement quand Holly sera saine et sauve à l'intérieur, ce à quoi Negan acquiesce. Il est montré plus tard que c'était un stratagème et que Holly avait été tuée, puis zombifiée par Negan. Tandis que les résidents de Alexandria sont distraits par cette révélation, Negan ordonne à ses hommes d'encercler Alexandria et il lance une nouvelle grenade par-dessus le mur, criant « Les bombes sont lâchées, baiseurs de mère ! ». Negan est heureux de voir toute cette destruction et ce chaos et il admet à Lucille que « ma queue est tellement dure... Je devrais l’emballer avec du fil barbelé et l'appeler 'Lucille II'. » Il demande à Lucille si le voir utiliser des grenades la rend jalouse de ne pas être à l'intérieur pour prendre part à tout ce grabuge et il souhaiterait être lui-même à l'intérieur pour les voir tous brûler. Davis, écoutant la conversation, affirme maladroitement qu'il a une érection également et dit qu'ils ont faim de morts. Negan, confus par ceci, demande de quoi il parle. Soudainement, Davis se fait tirer dessus à travers l’œil et des coups de feu sont tirés depuis plusieurs bâtiments. Surpris par ceci, Negan donne des ordres à ses hommes cachés derrière les camions. Il demande une nouvelle grenade pour l'utiliser comme couverture et dit à ses hommes « le dernier bateau est en train de partir... Vous devriez foutrement être dessus. » Il réussit à s'échapper et ils peuvent faire une sortie rapide. Quand un Sauveur fait un commentaire offensant concernant le fait de battre en retraite, Negan rétorque que ce n'était pas une retraite. Pointant son doigt vers la fumée venant d'Alexandria, il commente que cela signifie qu'ils « viennent juste de gagner. »
Après le succès du bombardement d'Alexandria, Negan est vu ramenant ses hommes au Sanctuaire quand il remarque une horde d'errants s'en prenant à plusieurs personnes d'Alexandria. Il ordonne à ses hommes de tuer les zombies et demande aux résidents d'Alexandria ce qu'ils font en dehors des murs de la zone. Qu'importe, il ordonne qu'Eugène et les autres soient emmenés avec eux. Peu après, Negan apprend qu'Eugène fabriquait des munitions pour l'armée de Rick et était sur le point d'aller le voir. Flanqué de Dwight et Carson, Negan demande à Eugène de commencer à produire des munitions pour les Sauveurs. Quand ce dernier refuse, Negan tend Lucille à Carson, et place sa main au niveau de son aine (en référence à ses 'boules de cristal') et prévient Eugène de ce qui lui arrivera s'il refuse de coopérer : souriant, il dit qu'il pourrait brûler le visage d'Eugène (regardant Dwight) ou le castrer. Negan insiste sur le fait qu'il n'aime pas faire cela tout le temps. Eugène refuse encore de trahir Rick et Negan le laisse alors « avec ses pensées et sa queue... Tant qu'il l'a encore. » Après avoir ordonné à Dwight d'enfermer Eugène et de vérifier les autres cellules, Negan part faire l'amour avec une de ses épouses (implicitement, il est compris qu'il va voir Sherry vu la façon dont il a regardé Dwight), disant qu'il les verrait tous les deux demain matin. Le jour suivant, Negan révèle aux Sauveurs qu'il a un plan génial qui va les aider à gagner la guerre. Il a rassemblé un groupe d'errants à l'intérieur de la cour pour faire une démonstration de son idée, s'exclamant « ils sont la clé de voûte de notre plan ». Rappelant à ses hommes qu'une fièvre survient après avoir été mordu ou après avoir subi une quelconque blessure d'un errant, Negan approche de l'un d'entre eux avec Lucille. Après s'être excusé auprès d'elle, Negan commence à la frotter contre le zombie, couvrant la batte des bactéries qui causent cette fièvre. En levant la "nouvelle version améliorée de Lucille', Negan dit que le moindre contact avec Lucille sera maintenant une mise à mort. Il ordonne alors aux Sauveurs de faire la même chose avec leurs armes et il prend la route. En arrivant à La Colline plus tard dans la journée, Negan et ses hommes se cachent dans la forêt qui borde la zone. Il lance alors cet ordre : « Nous attaquons au coucher du soleil. »
Plusieurs heures plus tard, Negan et ses troupes arrivent aux portes de La Colline, demandant à voir Rick. Kal est en haut du mur et les menace en disant qu'ils ne survivront pas à ce qu'il y a derrière ces murs. Negan lui demande de ramener Rick, mais Kal dit, « tu me parles déjà. » Insulté, Negan demande à un des hommes de tirer sur Kal qui tombe du mur. Une fois encore, Negan demande à Rick de se montrer. Sans réponse de sa part, Negan ordonne à ses hommes de recouvrir encore plus leurs armes des bactéries. Il déclare alors « on rentre ». Il va voir Dwight, afin d'être sûr que ses flèches sont recouvertes des fluides des zombies. Dwight lui répond avec désinvolture, mais Negan n'en tient pas compte. Il prévient Rick une nouvelle fois de ce qu'il va arriver et il ordonne à un camion de foncer dans la porte. Le camion est explosé, mais Negan demande qu'un autre le remplace, accompagné de motos. Les Sauveurs entrent dans La Colline et commencent à tuer les résidents. Alors que des coups de feu continuent à les cibler, Negan et Dwight sont séparés des autres Sauveurs. Negan ne sait pas que Dwight est en train de préparer une flèche pour le tuer quand il remarque Rick, éloigné des autres survivants. Il dit à Dwight de tirer sur Rick, qu'importe où il vise « ces bactéries vont le rendre malade. » Dwight est hésitant, mais Negan lui demande pourquoi il attend et lui crie dessus pour qu'il tire sur Rick. Dwight, à contrecœur, tire, touchant Rick sur le côté. Après ça, Negan déclare que « sans lui, ils ne sont rien. Game over, putain. »
Après que Rick ait été touché par la flèche, Negan et Dwight se retirent vers les autres Sauveurs, espérant mettre au point un plan d'attaque contre le reste des survivants de La Colline. Quand la nuit tombe sur la colonie, Negan se fait accidentellement presque tirer dessus par un des Sauveurs, qui se justifie en disant qu'il ne pouvait pas voir clairement dans l'obscurité. Negan dit qu'il ne fait pas si noir et demande à un des Sauveurs de lui faire un compte rendu de la bataille. Le Sauveur lui dit que la plupart des Sauveurs sont maintenant regroupés et qu'ils sont de nouveau prêts à combattre. Negan lui ordonne alors, ainsi qu'au reste de ses hommes, de se préparer pour la prochaine attaque. Quand ils commencent l'attaque, ils sont directement encerclés par les forces de Rick, qui arrive à pousser Negan à ordonner la retraite vers le camp des Sauveurs sur le flanc de La Colline. Après qu'ils sont revenus, Negan est vu au camp, accompagné de Dwight, qui se demande si établir le camp si près de La Colline était une bonne idée. Negan déclare que ce qui est fait est fait, et fait la remarque que parfois il se demande si Dwight a déjà eu un cerveau à l'intérieur de sa tête. Il se justifie quand même en disant que les forces de Rick n'auront pas assez d'hommes pour lancer une contre-attaque. De plus, comme Dwight a touché Rick avec sa flèche, sa mort va pousser les forces restantes à se prosterner devant Negan et qu'il sera une nouvelle fois leur Sauveur, si bien qu'ils le laisseront uriner sur le corps de Rick. Remarquant le regard de Dwight, Negan dit que cette idée n'a rien de bizarre. Vu que Rick a tout ruiné, « il serait bizarre que je ne pisse pas sur tout son cadavre boursouflé. » Il est alors informé que Carson s'est enfui avec Eugène. Negan lui dit de ne pas s'inquiéter par rapport à cela et qu'il s'en occupera plus tard. Negan arrive alors aux portes de La Colline et tire deux fois en l'air. Il déclare qu'il est là pour accepter leur reddition et leur demande que celui qui les représente maintenant sorte. Il promet que là où il se trouve sera une zone sûre et qu'il n'y aura aucune effusion de sang. S'impatientant, Negan menace de rentrer dans la communauté quand Rick sort. Choqué de le voir encore en vie, Negan se tourne vers Dwight pour avoir une réponse, mais Rick lui dit « regarde-moi ». Surpassant le choc, Negan demande à Rick de se rendre, de « laisser les choses revenir à la normale » mais Rick refuse. Negan répète qu'il tue les gens uniquement pour en faire des exemples et menace Rick de lui faire subir ce sort s'il l'y pousse, mais Rick lui répond en disant qu'il est « la personne la plus conne qui existe ». Negan lui demande alors de quoi il parle. Rick lui dit alors qu'ils devraient mettre en commun leurs hommes et leurs ressources. Negan ne le croit pas, disant qu'avec le système actuel il est utile, il sauve des vies. Rick lui dit que dans la situation actuelle, les seuls à gagner sont les zombies et le seul moyen de changer cela est de travailler ensemble. Negan écoute et Rick dit qu'ils peuvent prendre leurs ressources, mais qu'ils doivent donner quelque chose en retour aux survivants. Il entend par là que les Sauveurs devraient produire leur propre ressources pour les donner ou les échanger via un système de troc. Un brouillard semble quitter l'esprit de Negan qui comprend finalement ce que Rick lui dit. Il se rend compte que ses actions et ses méthodes ont servi uniquement à lui-seul tandis que les communautés qu'il menaçait étaient en train de souffrir. Negan avoue qu'il a fait fausse route et que Rick a raison. Rick lui tranche alors la gorge avec un couteau, tout en lui répondant « Bien ». Pris par surprise, Negan commence à saigner tandis que Rick commence à s'adresser aux Sauveurs restants. Negan tacle alors Rick et commence à le frapper. Bien que Rick prenne part au combat directement, Negan attrape une de ses jambes et la brise. Tout en rigolant, il finit par s'évanouir à la suite de la perte de sang. Il se réveille à l'intérieur d'une des chambres d'Hilltop et voit Rick qui se tient au-dessus de lui. Il lui confesse que durant la conversation entre Rick et Carl, il a été capable d'entendre quelques bribes. Il sait que Rick a décidé de ne pas le tuer, mais il demande ce qui va lui arriver maintenant. Rick lui révèle qu'il va le garder en vie afin de voir à quel point il avait un impact négatif sur les survivants. Rick dit également à Negan qu'il va pourrir en prison jusqu'à ce qu'il meure, vieux.

#### Une autre vie
Deux ans après la guerre, Carl, dans les fondations d'une maison inconnue, parle avec une personne, cachée dans l'ombre. Il explique que lui, Mikey et d'autres garçons sont allés dans la maison d'une fille après les cours et qu'elle leur a montré ses seins. Selon lui, c'était cool, mais il avait un faible pour elle et maintenant il n'en est plus sûr. Il ne veut pas être avec quelqu'un qui fait ce genre de chose. La personne lui dit qu'il n'y a rien de mal dans ce qu'a fait cette fille et suggère à Carl de passer outre cet événement. Il dit ensuite à Carl qu'il apprécie ces conversations, que c'est bon pour lui de rester en contact avec le temps qui passe. Carl l'informe alors qu'il part, mais avant qu'il parte, la personne lui demande si après tout ce temps, toutes ces choses qu'ils ont partagées et ces conversations qu'ils ont eues, Carl souhaite toujours le tuer. Ce dernier se retourne et fait face à la personne derrière les barreaux, répondant simplement: "Oui, Negan. Tu sais que je le veux." Negan demande comment il était censé le savoir et dit qu'il ne devrait pas insulter son intelligence. Negan déclare qu'il pensait qu'ils étaient amis, mais Carl part, ce qui le repousse dans le coin de sa cellule.
Negan dit à Rick que la partie de la journée qu'il aime le moins est celle où il doit chier dans un seau, mais c'est aussi le moment qu'il préfère car c'est Rick qui doit venir récupérer le seau. Rick l'informe qu'il lui apporte seulement de la nourriture et qu'une autre personne va venir se charger de laver le seau. Negan demande à Rick s'il emmène Carl à La Colline, ce qui choque légèrement Rick. Negan dit que lui et Carl sont amis et que Rick ne pourra pas briser ce lien. Negan demande si le craquement qu'il entend est celui d'un moulin à vent, ce qui fait dire à Rick que la vie continue sans Negan, comme il l'avait prédit. Negan dit à Rick qu'il est seulement en train de préparer le terrain pour lui et qu'il ne sera pas dans cette cellule pour toujours. Rick répond qu'il sait que Negan mourra derrière ces barreaux, et ce dernier lui rétorque que ce ne sera pas le cas et qu'au plus profond lui, Rick sait qu'il aurait dû le tuer. Rick demande alors à Negan s'il s'est rendu compte qu'il utilisait moins de jurons et lui demande pourquoi. Negan dit qu'il n'en voit pas la nécessité et que c'est mieux de conserver son énergie. Rick lui rétorque que ce n'est pas la raison. S'il utilise moins de jurons « C'est parce je t'ai castré comme un putain de chien. Tu n'as plus de violence en toi, pathétique sac à merde. » Negan fixe Rick avec des yeux rageurs alors que ce dernier se détourne et part, lui disant de profiter de sa nourriture. Magna et son groupe descendent ensuite en bas pour voir qui est en prison. Quand ils descendent les escaliers qui mènent vers la cellule de Negan, ce dernier attrape les barreaux de sa cellule et demande s'ils sont là pour le sauver, disant "qu'ils sont des animaux" ici. Cela choque Magna et son groupe. Negan les supplie de le libérer, déclarant que Rick est un monstre qui l'a enfermé et torturé pour avoir parlé contre lui. Cependant, Magna ne le croit pas, ayant vu des victimes de torture. Negan admet qu'il était en train de mentir, mais qu'il aurait été bête de ne pas essayer. Magna et ses compagnons quittent alors la cellule.

#### Opportunités
Quelque temps après, Negan est lavé et se fait couper les cheveux et raser la barbe par Olivia, en dehors de sa cellule. Après avoir fini, Negan retourne dans sa cellule tandis qu'Andrea le raccompagne, une arme pointée vers lui. Elle le traite de "putain de monstre", ce qui amuse Negan. Olivia ferme alors la porte à clé et elle laisse Negan seul. Cependant, Olivia n'a pas bien fermé la cellule de Negan et la porte s'ouvre. Toutefois, Negan décide de ne pas s'échapper et reste dans sa cellule avec la porte ouverte jusqu'à ce que Rick descende, le raillant concernant les nombreuses façons dont il aurait pu détruire Alexandria sans que personne se rende compte que cela venait de lui. Il prétend qu'il est resté pour prouver sa bonne foi, cadeau pour s'amender de leur confiance. Cependant Rick refuse ce cadeau et alors qu'il referme la porte et s'en va, Negan le raille en soulignant que la seule raison pour qu'il soit en vie est que Rick veut prouver qu'il est toujours une bonne personne et qu'il veut que tout le monde croie qu'il est le seul à pouvoir changer le monde.

#### Sang pour sang
Après une réunion tumultueuse avec le reste de la communauté sur le plan de Rick concernant les Chuchoteurs, Rick se rend à la cellule de Negan et lui demande son aide. Il l'informe de tout ce qu'il s'est passé depuis qu'ils sont entrés en conflit avec ce nouveau groupe. Negan conseille à Rick de garder les gens de sa communauté heureux, même s'il faut pour cela leur mentir, se basant sur son expertise en tant que leader des Sauveurs. Rick le laisse et Negan sourit. Quand Negan entend les gens scander le nom de Rick à la réunion suivante, Negan sourit et dit, "Bien joué, garçon."

#### L'appel aux armes
Au lieu de repartir pour la Coline comme Rick lui a ordonné, le jeune Brandon, humilié et désormais orphelin, décide de libérer Negan de sa cellule, dans le but de détruire Rick et tout ce qu'il représente. Quelques heures plus tard, Rick et ses amis se rendent à la prison mais il est trop tard : Negan est dans la nature...
Michonne et Aaron suivent alors ses traces jusqu'à la sinistre frontière marquée par les Chuchoteurs. Brandon ignore cependant que ses plans consistant à mener Alexandria et les Chuchoteurs à leur perte mutuelle ne sont pas partagés par Negan et ce dernier finit bien rapidement par le poignarder sauvagement. Andrea retourne à Alexandria et découvre les blessures de Rick et les panneaux de propagande. Mais pendant qu'elle s'y oppose vivement, Michonne et Aaron tombent sur le cadavre de Brandon avant d'être pris à partie par des chuchoteurs menés par Béta, le numéro 2 du groupe. Pendant ce temps, Negan rencontre Alpha...
Michonne et Aaron sont secourus par Dwight et ses apprentis soldats mais Béta poignarde Aaron, le blessant grièvement. Michonne porte Aaron à dos de cheval en urgence à la Coline, la communauté la plus proche, tandis que Dwight et ses compagnons rentrent à Alexandria, conscients qu'ils sont allés délibérément de l'autre côté de la frontière. Désormais plus que jamais, la guerre est déclarée...
Negan s'installe dans la communauté des chuchoteurs, mais Beta commence à remettre en question sa soumission à leur modèle. Béta ne fait pas confiance à Negan et tente de convaincre Alpha de le tuer. Negan riposte en feintant un intérêt pour leur communauté et leurs coutumes. Mais alors que Beta s'emporte sur Negan, Alpha remet rapidement son second à sa place.
Negan commence à vivre sa vie parmi les chuchoteurs mais il n'a toujours pas le droit de porter une peau humaine car il doit encore la mériter. Alpha lui fait peu à peu confiance mais pense qu'il n'est pas fait pour leur communauté. Elle lui donne un couteau et lui ordonne de s'intégrer et d'apprendre leurs coutumes...ou de partir. Il démontre alors sa force en tuant des rôdeurs, à la grande surprise de certains chuchoteurs mais Beta ne lui fait toujours pas confiance.
Pendant la nuit, Negan surprend deux hommes du groupe qui tentent de violer une femme. Mais alors qu'il vient bravement la secourir, Alpha et Béta s'y opposent vivement, jugeant qu'en la secourant, il l'empêchent de se défendre par elle-même. Pour eux, c'est une façon pour la femme de prouver sa force, ce qui irrite fortement Negan.
Cette nuit là, Negan et Alpha ont une conversation et chacun révèle à l'autre comment cette épidémie l'a changé. Comment depuis, ils se sentent morts à l'intérieur, ne pouvant plus éprouver de sentiments. Alpha se révèle alors plus faible qu'elle paraissait devant Negan, lui admettant qu'elle n'est pas si forte et que sa fille Lydia lui manque terriblement. Elle accepte alors que Negan devienne l'un d'eux définitivement. Celui-ci accepte et l'égorge. Il lui coupe alors la tête sauvagement en disant « Attendons de voir ce que Rick va penser de ça ! ».

#### Les Chuchoteurs
Les survivants menés par Rick ont mis en place divers points de contrôle. Negan a disparu depuis quelques jours, lorsqu’il réapparait après avoir assassiné Alpha, la leader des Chuchoteurs. Dwight tient à le descendre immédiatement, mais Magna l’en empêche. Ils décident de l’amener à Rick… Pendant ce temps, Beta a retrouvé le corps sans tête d’Alpha. Découvrant la tête d'Alpha, Rick et Andrea attachent et questionnent Negan, puis Rick lui propose de s'occuper d'un camp isolé de la communauté après avoir été testé durant la guerre. Lors de l'attaque de la horde menée par les 
Chuchoteurs, Negan sauve Dwight, qui en retour lui rend Lucille pour combattre Beta. Après une courte bataille, Beta semble battu mais Lucille se casse contre son dos et il arrive à s'enfuir malgré ses blessures. Negan ne s'en remet pas et enterre les restes de Lucille. Il défend ensuite Alexandria contre un nouvel assaut de horde et en profite pour sauver Rick. Cernés dans Alexandria, Negan s'explique avec Rick et lui fait comprendre qu'il lui a fait prendre une nouvelle voie. C'est pourquoi il ne s'est pas enfui de sa cellule et qu'il lui a apporté la tête d'Alpha. La horde est alors dirigée par Andrea et Eugène vers la mer. Le reste de la horde est éliminé par un groupe de Sauveurs dirigés par Sherry. Elle a un entretien avec Rick mais les choses se passent mal et elle est accidentellement tuée. Immédiatement après Andrea surgit et montre sa blessure mortelle. Lors de l'enterrement d'Andrea et Sherry, Negan demande aux Sauveurs de le suivre, seul Mark approuve. Negan le frappe et sermone les Sauveurs pour qu'ils suivent l'exemple de Rick et abandonnent l'idée qu'il soit leur chef. Il adoube John comme chef des Sauveurs et lui demande d'aider Rick au lieu de lui faire la guerre ou de l'ignorer.

#### Vainqueurs
Comme promis par Rick, Negan part d'Alexandria libre. Mais Maggie n’accepte pas la décision et le fait étroitement surveiller par Dante. Il s'installe sommairement dans une cabane non loin de la tombe de "Lucille". Les jours passent, les vivres diminuent, il finit par tuer un chien pour se nourrir. Il découvre une nouvelle batte et hésite avant de reconstituer une autre "Lucille" avec du fil de fer barbelé. Maggie lui rend alors visite voulant d'abord l’exécuter, elle se rend compte qu'il désire sa propre mort. Elle l'abandonne à son sort et part avec Dante. Le soir même il brûle sa nouvelle batte et semble repartir de bonne humeur.
Ce chapitre marque la dernière apparition du personnage.

### Série télévisée

#### Sixième saison
Dans le sixième épisode Always Accountable, Daryl rencontre un groupe de survivants constitué de Dwight, Sherry et Tina, anciens membres des Sauveurs, qui fuient la dictature de Negan. Un groupe de Sauveurs dirigé par Wade est envoyé par Negan pour les trouver et les ramener eux et les ressources qu'ils ont volé. Cependant, ils échouent puisque Daryl s'interpose, mais Dwight le trahit et lui vole son arbalète et sa moto. Dans l'épisode de mi-saison No Way Out, Daryl, Abraham et Sasha rentrent à Alexandria. Ils sont cependant obligés de s'arrêter quand ils rencontrent un groupe de motards, lourdement armés, qui bloque la route. Le chef du groupe leur ordonne de leur remettre leurs biens, ajoutant qu'aucune de leurs ressources ne leur appartient plus. Sacha demande à savoir qui ils sont et l'homme les informe que "Vos biens appartiennent maintenant à Negan." Dans No Way Out, un des hommes de Negan amène Daryl à l'arrière d'un camion pour le dépouiller du reste de ses armes, tandis que le chef menace Abraham de le tuer. Juste avant qu'il tire, Daryl tire une roquette grâce au RPG qu'Abraham avait trouvé juste avant, tuant l'homme et le reste du groupe de Negan. Dans Knots Untie, il est révélé que Negan est le chef du groupe de survivants appelé les Sauveurs, qui ont découvert la communauté de La Colline et extorqué leur chef, Gregory. C'est ainsi que la colonie doit donner aux Sauveurs la moitié de leurs ressources chaque semaine. En retour, ils les laisseront tranquilles et tueront les zombies errants dans la zone. Pour montrer sa force et sa détermination, Negan a immédiatement battu à mort un adolescent nommé Rory avec une batte de baseball, ce qui a forcé Gregory à accepter. Quand Rick est amené à La Colline par Jesus, un autre groupe arrive et son chef, Ethan, dit à Gregory que Negan a pris en otage l'un des leurs, Craig, et qu'il va le tuer s'il ne ramène pas la tête de Gregory. Ethan tente donc de tuer Gregory, mais Rick le tue avant. Maggie arrive à conclure un marché avec Gregory ressemblant à celui qu'il a conclu avec Negan : la moitié de tout ce qu'ils ont en échange de la mort de Negan et de ses hommes. Gregory accepte. Dans Not Tomorrow Yet, Rick dirige une grande partie des résidents d'Alexandria vers l'un des principaux avant-postes de Negan, utilisant un ancien captif de La Colline, Andy, comme espion. Il lance alors une attaque sous couverture, tuant un grand nombre de Sauveurs dans leur sommeil. Cependant, Abraham et Sasha sont repérés et l'avant-poste passe en état d'alerte, mais le groupe de Rick est capable d'abattre tous les Sauveurs. Michonne se demande alors lequel est Negan, pensant qu'il est mort. À la fin de l'épisode, ils sont contactés sur leur radio par un Sauveur, Polly, qui les informe qu'ils ont Carol et Maggie en otage. Mais dans l'épisode suivant, The Same Boat, Carol et Maggie se débarrassent seules de leurs geôliers.
Dans Last Day on Earth, Le groupe de Rick embarque dans un camping-car avec Maggie souffrante et prend la route. Après avoir roulé pendant plusieurs kilomètres, le groupe est stoppé par un barrage constitué de cinq Sauveurs armés, qui bloque la route. Afin d'éviter de provoquer une fusillade où certains des leurs seraient blessés ou tués, Rick décide de rebrousser chemin en prenant une autre direction. À l'aide d'une carte, Eugene informe ses compagnons qu'il existe quatre routes afin de se rendre à La Colline. Ils reprennent la route mais sont de nouveau stoppés par un barrage, constitué du double des Sauveurs du premier barrage. Empruntant une nouvelle route, le groupe est à nouveau stoppé par un barrage constitué cette fois-ci de rôdeurs enchaînés. Au moment où Rick va dégager la voie, il constate qu'un rôdeur porte une mèche de cheveux de Michonne et qu'un autre a été transpercé avec une flèche provenant de l'arbalète de Daryl. À ce moment là, ils sont pris sous les feux de plusieurs Sauveurs embusqués, qui arrivent à les faire reculer en dehors de la route. Essoufflé, le groupe remonte dans le camping car et passe à travers les rôdeurs. Après avoir roulé plusieurs kilomètres, le groupe est une nouvelle fois stoppé par un important amas d'arbres qui prend feu, tandis qu'une voix leur intime de rebrousser chemin. Prenant une nouvelle fois la route, le groupe arrive bientôt devant un barrage constitué d'une vingtaine de Sauveurs armés. Prenant conscience qu'ils sont encerclés, Rick ne sait plus que faire, la nuit tombe, Maggie est de plus en plus malade et le moteur s'épuise. Il n'y a presque plus d'essence. Soutenu par Abraham et Eugene, il élabore un plan. Ils décident de continuer à pied la nuit tombée et d'envoyer Eugene seul dans le camping-car afin de faire une diversion pour tromper les Sauveurs. Maggie est installée sur un brancard soutenu par Rick et Abraham. Malgré tout, le groupe avance à bonne allure, mais bientôt, les sifflements d'alertes retentissent dans la nuit. Le petit groupe se met à courir mais en vain. Ils tombent finalement dans un énorme guet-apens et sont encerclés par le groupe des Sauveurs au complet. Ils les désarment et les mettent ensuite tous à genoux, Maggie y compris. Trois Sauveurs amènent Eugene, le visage en sang, qu'ils viennent de capturer avec le camping-car et le font mettre à genoux aux côtés des autres. À ce moment là, Dwight fait venir Daryl (blessé), Michonne, Glenn et Rosita et les met eux aussi à genoux. Le groupe étant complet, le chef des Sauveurs sort alors du camping-car et se présente comme Negan. Armé d'une batte de baseball entourée de fils barbelés qu'il appelle Lucille, Negan réclame le nom du meneur de la troupe. Dwight désigne alors Rick. Negan commence par menacer tout le groupe un par un, désignant chacun d'entre eux, en étant indifférent aux souffrances de Daryl et de Maggie. Il explique ensuite à un Rick terrorisé que beaucoup de Sauveurs sont morts par la faute de son groupe et qu'il est temps de prendre une petite revanche. Negan lui déclare qu'en punition, il doit mettre à mort un membre de leur groupe avec sa batte et explique que cela servira d'exemple et de leçon. Après avoir hésité entre Carl, Rick, Maggie et Glenn entre autres, il décide finalement que le hasard décidera. Il commence à réciter "Am Stram Gram" désignant chacun des onze membres d'Alexandria à tour de rôle. Après avoir fini, il se place devant la personne condamnée. L'épisode se termine sur un plan de Negan, battant à mort un des membres du groupe dont l'identité est inconnue. On apprend cependant par Negan lui-même dans l’épisode 16 de la saison 8, que le choix de sa victime n’était pas totalement dû au hasard, car il ne voulait pas tuer un père (Rick) sous les yeux de son fils (Carl).

#### Septième saison
Il désigne finalement Abraham et l'abat avec Lucille. Alors qu'il se moque des pleurs de Rosita, Daryl, qui le frappe au visage, est rapidement maîtrisé par Dwight. Pour punir Daryl de cette insubordination, il utilise une nouvelle fois Lucille pour fracasser le crâne de Glenn. Il inflige par la suite de nombreuses tortures psychologiques à Rick dans une caravane et lui ordonne même de trancher un bras à Carl, mais au dernier moment se ravise, estimant que la "leçon" a été suffisante. Il libère enfin Rick et son groupe en annonçant qu'il reviendra dans une semaine proposer un marché à Alexandria.
De retour au Sanctuaire, son Q.G., Negan charge Dwight d'asservir Daryl. Mais malgré les mauvais traitements et l'emprisonnement, Daryl lui tient tête et lui montre qu'il n'a pas peur. Negan se présente aux portes de la ville avec beaucoup d'avance en prenant plus de la moitié de leurs ressources ainsi que la totalité de leur armement. Il promet de revenir en espérant obtenir une offrande ou "Lucille devra se faire justice".
Negan apparaît ensuite dans l'épisode "Sing Me a Song", quand il rencontre ses hommes revenant avec des fournitures de la Colline. Ils sont attaqués par Carl, qui tue deux des Sauveurs et demande à Negan de s'avancer. Negan est nonchalant par rapport au danger imminent, mais développe un respect pour Carl. Plus tard, Carl s'assoit et déclare qu'il veut mieux le connaître, alors il l'oblige à découvrir son œil. Quand Carl le fait à contrecœur, Negan se moque de l'œil manquant du garçon, mais quand il voit Carl devenir visiblement bouleversé, il montre un véritable remords et s'excuse. Il oblige plus tard Carl à regarder quand il brûle Mark, un Sauveur qui lui a déplu, avec un fer chaud pour enseigner à tout le monde à "suivre les règles".
Il décide alors de ramener Carl à Alexandria, où ils attendent Rick. L'épisode se termine avec Negan tenant la petite fille de Rick, Judith, tout en répondant à la question précédente de Carl sur la raison pour laquelle il ne l'avait pas tué, lui ou son père.
Dans la finale de mi-saison, "Hearts Still Beating", Negan est approché à Alexandria par Spencer Monroe, qui tente de se lier avec lui au whisky et à une partie de billard. Les deux semblent se mettre en route, jusqu'à ce que Spencer dise à Negan à quel point Rick est dangereux et qu'il devrait être responsable de leurs soucis communs. Negan déclare que bien que Rick le déteste, il respecte le fait que Rick ait eu le courage de le menacer et d'avaler sa fierté pour protéger les autres. Déçu que Spencer "n'ait pas le courage" d'aller le voir pendant que Rick est parti, Negan éviscère Spencer avec un couteau en plaisantant en déclarant qu' "il avait du cran après tout". Cela provoque Rosita Espinosa à sortir une arme et tirer sur Negan, mais elle le manque et touche à la place Lucille. Enragé, Negan menace de voir le visage de Rosita mutilé à moins qu'elle ne lui dise où elle a eu la balle. Quand elle refuse, Negan dit à son lieutenant Arat de tuer quelqu'un, elle abat Olivia.
Rick, qui vient d'arriver, demande ce qui s'est passé. Negan répond calmement qu'il a essayé d'être raisonnable alors qu'il ramenait Carl indemne et a tué Spencer en faveur de Rick. Quand Eugène avoue avoir fait la balle, Negan le fait prisonnier et dit à Rick qu'il est "bien dans le trou" pour cet incident, peu importe le nombre de provisions qu'ils rassemblent, avant de partir.
Rick sait enfin qu'il doit arrêter Negan à tout prix, et tente par la suite de convaincre d'autres communautés de mettre un terme au règne de terreur de Negan en formant une alliance pour vaincre leur ennemi commun. Negan réapparaît dans "Hostiles et Calamités" où il salue Eugène entrant dans le Sanctuaire. Après avoir déterminé qu'Eugène est en effet très intelligent, Negan lui permet de se mettre à l'aise au sein du Sanctuaire et lui envoie même deux de ses femmes comme compagnie. Lorsque Negan découvre que Sherry est partie, il la soupçonne d'avoir libéré Daryl. Dwight est battu et jeté dans une cellule. Quand il est convaincu que Dwight n'était pas impliqué et qu'il est toujours loyal, il l'envoie traquer Sherry, finalement pour apprendre de Dwight qu'elle aurait été tuée par des marcheurs. Quand il trouve des preuves de l'aide de Dr. Carson dans l'évasion de Daryl (secrètement planquées par Dwight), Negan le jette dans un fourneau avant de s'excuser auprès de Dwight pour avoir douté de lui, et offrir ses condoléances pour sa perte. Dans "Something They Need" Negan rend visite à Sasha Williams captive (qui est venue au Sanctuaire pour le tuer) et découvre l'un de ses sauveurs, David, qui tente de la violer. Negan déclare que le viol est contraire à leurs règles et qu'il ne tolèrera pas un tel comportement. David s'excuse, mais Negan lui enfonce un couteau dans la gorge, déclarant qu'il n'accepte pas ses excuses, puis s'excuse auprès de Sasha et lui donne un nouveau t-shirt pour remplacer celui que David a déchiré avant de la féliciter pour son attaque effrontée. Confirmant que Rick ne l'a pas sanctionné, Negan déclare qu'elle serait un atout bienvenu chez les Sauveurs, malgré ses actions passées, puis il la laisse avec un couteau et un choix : se tuer ou tuer David une fois qu'il se réanime pour lui montrer qui elle est. Il reviendra plus tard trouver, à sa grande joie, qu'elle a tué David, lui reprendra le couteau et lui dira qu'elle est sur le bon chemin avant d'affirmer qu'il sait que Rick conspire contre lui parce qu'il a un espion. Il a bon espoir que Sasha pourra l'aider à mettre un terme aux plans de Rick.
Dans l'épisode final de la saison, "Le premier jour du reste de ta vie", Negan conduit un convoi de sauveurs à Alexandria avec Simon, Dwight, Eugene et Sasha en remorque avec des plans pour ramener Rick sous son contrôle. Il révèle que les Scavengers (un groupe de survivants que Rick a payé pour les aider) travaillent réellement pour lui alors qu'ils tiennent Rick sous la menace d'une arme. Negan amène un cercueil et révèle que Sasha est à l'intérieur, déclarant qu'ils peuvent la garder en vie et qu'il laissera la plupart d'entre eux vivre s'ils répondent à ses exigences, ce qui inclut toutes leurs armes, que Daryl lui revienne et que Rick choisisse quelqu'un pour être tué par Lucille (entre autres choses). Quand il ouvre le cercueil il trouve Sasha réanimée en marcheur. Après l'avoir repoussée, une fusillade commence. Negan parvient à capturer Rick et Carl, et se prépare à tuer Carl. Malheureusement pour Negan, les sauveurs sont pris à revers par Ezekiel et les forces du royaume ainsi que Maggie menant un groupe de la Colline. Pris au dépourvu par les renforts de Rick et perdant rapidement des hommes, Negan ordonne une retraite. De retour au Sanctuaire, il questionne Eugène sur la mort de Sasha dans le cercueil (soupçonnant un acte criminel de sa part) avant de déclarer aux Sauveurs assemblés qu'ils vont commencer la guerre.

#### Huitième saison
Negan apparaît dans la première de la saison, "Mercy", quand Rick mène une armée de survivants rassemblés devant le Sanctuaire. Plus amusé qu'inquiété, Negan refuse de faire sortir ses hommes pour se battre contre Rick juste pour prouver "que ma bite est plus grosse que la tienne". Rick offre aux lieutenants et aux sauveurs de Negan l'opportunité de se rendre, mais déclare que Negan doit mourir. Negan tente de les diviser en faisant sortir Gregory pour ordonner aux membres de la Colline de battre en retraite, mais cette tactique échoue. Ils ouvrent le feu, décimant les vitres du Sanctuaire, mais Negan et son peuple se mettent à couvert. Ils sont ensuite surpris par un énorme troupeau de marcheurs menés par Daryl avant que les portes ne s'ouvrent et que le troupeau n'infiltre. Negan est pris au piège dans un mobile-home avec Gabriel. "The Big Scary U" s'ouvre dans le sanctuaire avant l'attaque de Rick quand Negan rencontre ses principaux lieutenants pour discuter de la stratégie. Quand Simon suggère qu'ils éliminent complètement l'une des communautés, Negan devient furieux, affirmant que les gens sont essentiels à ce qu'ils construisent. Il veut plutôt capturer et exécuter publiquement Rick, Maggie et Ezekiel (le roi, la veuve et Rick) pour faire vaciller leur peuple. L'épisode revient ensuite à Negan et Gabriel, discutant de leurs points de vue sur la survie. Quand Gabriel essaie de convaincre Negan de confesser ses péchés avant la mort, il est évasif jusqu'à ce qu'il admette finalement que son plus grand regret était le destin de sa première femme avant l’avènement des marcheurs, déclarant qu'elle est morte d'un cancer et qu'il ne pouvait pas la ramener. Les deux parviennent à s'échapper et Negan reprend le contrôle de la situation au Sanctuaire.
Dans la finale de mi-saison, Negan attaque Alexandria mais il est contré par Carl (qui, à l'insu de Negan, meurt d'une morsure de marcheur) qui tente de le dissuader d'attaquer et même être tué pour épargner le reste. Il demande à Negan si c'est ce qu'il voulait ou qui il veut être, et ses mots semblent frapper juste. Negan attaque néanmoins Alexandria et affronte Rick. Après un combat brutal au corps à corps, il jette Rick à travers une fenêtre. Rick se retire dans les égouts avec Michonne et le reste des Alexandriens.
Dans "Lost and the Plunderers", Negan rencontre Simon pour gérer la question des Scavengers. Simon suppose qu'il veut les exterminer, mais Negan veut plutôt qu'il leur donne l'avertissement standard et n'en tue qu'un seul, car ils sont une ressource comme les autres communautés. Rick le contacte plus tard via un talkie-walkie et l'informe que Carl est mort et que son dernier souhait était de faire la paix, ce que Rick considère comme impossible. Negan est attristé par les nouvelles, affirmant que Carl était l'avenir avant de demander à Rick de se rendre, en vain. Dans "Dead or Alive Or", Negan commence à préparer les Sauveurs pour une attaque sur la Colline et mettre fin à la guerre. Étant donné que leurs stocks de munitions sont faibles à cause du siège précédent, Negan propose un plan pour utiliser le virus à leur avantage en enduisant leurs armes dans la chair des marcheurs, y compris Lucille.
Dans "The Key", Negan conduit un convoi de Sauveurs à la Colline quand sa voiture est percutée par Rick qui le poursuit dans un bâtiment abandonné. Negan tente de se défendre, mais tombe à travers le sol et perd Lucille. Désarmé et chassé dans l'obscurité, Negan tente de conclure un marché, offrant de pardonner les transgressions de Rick et réduisant la provision de fournitures aux Sauveurs en échange de la paix. Rick refuse, déclarant que Negan ne s'occupe de rien sauf Lucille, qu'il met ensuite en feu. Negan attaque furieusement Rick avant que les deux ne soient entourés de marcheurs et de flammes, forçant Negan à récupérer Lucille et à s'enfuir - pour être capturé par Jadis
Jadis torture Negan jusqu'à ce qu'il révèle qu'il n'a rien à voir avec le massacre de son peuple; il s'échappe alors qu'elle est distraite par un hélicoptère de passage. Il revient au Sanctuaire pour constater que Simon a pris sa place, et est responsable de l'effusion de sang dans l'enceinte de Jadis. Il reprend le contrôle en défiant Simon et en le tuant à mains nues, et faisant de Dwight l'instrument de sa revanche contre Rick en le forçant à attirer le groupe de Rick dans un piège avec de fausses informations envoyées par Gregory. Michonne contacte Negan via un talkie-walkie et lui lit une lettre que Carl lui a écrite avant sa mort pour demander une solution pacifique au conflit; Negan refuse, cependant, et jure qu'il va tuer Rick et tout son groupe.
Dans la finale de la saison, "Wrath", le groupe de Rick se jette dans le piège des Sauveurs. Negan ordonne à ses hommes d'ouvrir le feu, mais Eugène a trafiqué leurs armes, les rendant explosives. Le groupe de Rick tue alors plusieurs des hommes de Negan, tandis que Rick et Negan débutent une dernière bataille qui se termine avec la gorge de Negan tranchée. Cependant Rick sauve la vie de Negan car il croit que c'est ce que Carl voulait. La paix revenue, ils le ramènent à Alexandrie, où Rick et Michonne l'informent qu'ils vont l'emprisonner pour le reste de sa vie.

#### Neuvième saison
Negan est emprisonné à Alexandria et ne reçoit que de rares visites de Rick. Maggie refuse carrément de retourner à Alexandrie. Lors d'une visite de Rick, Negan le nargue avec Carl mais Rick en colère le fait taire. Il dit qu'il devrait rester silencieux et écouter, mais Negan dit: "Tu ne sauves pas ce monde, Rick. Tu le prépares pour moi". Michonne se rendit auprès de lui quand il refusa de se nourrir. Negan dit à Michonne qu'il n'est pas censé être dans la cellule, tout comme elle n'est pas censée faire des tâches administratives ni s'occuper d'enfants. Michonne lui répond qu'elle aide à reconstruire la civilisation. Negan admet qu'il est heureux que sa femme ne l'ait jamais vu ainsi, révélant qu'ils souhaiteraient avoir un enfant comme Carl, mais sa femme a eu un cancer et le monde a changé. Michonne dit qu'elle voit Carl partout, et quand Negan pose des questions sur son propre enfant, elle déclare avec colère qu'André n'a pas survécu. Negan dit que c'est mieux ainsi car sa femme n'était pas faite pour l'apocalypse. "Nous avons été construits pour plus", dit-il. Comme Negan laisse entendre qu'André l'aurait rendue faible, Michonne se met en colère, jette la nourriture de Negan à terre et part. Elle retourne plus tard dans la cellule et reconnaît qu’ils sont similaires, mais également que sa vision du monde est beaucoup plus positive que la sienne. Elle finit par le faire manger et, à son départ, il lui demande de voir Lucille. Michonne lui dit qu'ils n'ont pas sa batte, affirmant qu'elle est "toujours là-bas", ce qui le pousse à se cogner violemment la tête contre le mur.
6 ans plus tard, il est toujours emprisonné mais semble plus serein. Il a des conversations secrètes avec Judith qui a bien grandi. Il profite d'une erreur de ses geôliers pour s'échapper et rejoindre le Sanctuaire. Mais son ancien repaire est abandonné et infesté de rôdeurs. Se rendant compte qu'il ne peut à présent survivre sans Alexandria, il y retourne et se fait réincarcérer sans protester.
Michonne vient le voir pour lui demander pourquoi il est revenu. Il lui propose ses conseils pour maintenir son pouvoir, Michonne refuse mais Negan lui rappelle que c'est elle qui commande car elle a interdit a sa communauté de se rendre au Royaume. Michonne surprend Judith et annonce à Negan qu'ils vont bloquer ses fenêtres.
Quand Judith disparaît, Michonne vient le trouver pour lui demander s'il l'a vue. Il lui répond que non et lui fait comprendre qu'elle est partie rejoindre Daryl.
Pendant la tempête de neige il est sorti de sa cellule et placé sous la surveillance de Rosita, Gabriel, Siddiq et Eugene. Il se moque du quatuor amoureux. Il s'intéresse à Judith quand celle-ci scrute la fenêtre à la recherche du chien de Daryl. Il sent une odeur qu'Eugene confirme. Le groupe doit se déplacer vers la maison d'Aaron. Le groupe s'apprête à partir quand Negan se plaint que personne ne le détache. Rosita propose de faire passer cela pour un accident. Il est finalement détaché et rejoint le groupe. Quand il voit Judith partir à la recherche de Clebs, il part à sa recherche ; blessé, il finit par les sauver elle et le chien et ils rejoignent la maison d'Aaron. Siddiq soigne sa jambe, Michonne revenue de sa mission, vient le remercier d'avoir sauvé Judith. Il répond que Michonne a beaucoup trop souffert et qu'il adore Judith. Il félicite Michonne d'être passée sur le territoire d'Alpha.

#### Dixième saison
Negan est maintenant autorisé à sortir de cellule sous surveillance pour accomplir des travaux. Il se rapproche de Lydia avec qui il partage le sentiment d'une menace des chuchoteurs sur Alexandria mais sans en avoir peur. Dans l’épisode 5, après s’être échappé de sa cellule d’Alexandria, il est rattrapé par Brandon, un nostalgique de l’époque des sauveurs qui souhaite recréer un sanctuaire et qui voue un culte à Negan. Mais ce dernier paraît légèrement agacé de devoir faire sa route avec ce compagnon imprévu. Par la suite, après que Negan a sauvé une mère et son fils de la mort, il demande à Brandon de repartir à Alexandria et de le laisser maintenant seul, Brandon s’exécute mais profite de ce que Negan s’absente un moment pour revenir et tuer la mère et son enfant, en expliquant à Negan qu’il a compris qu’il s’agissait en fait d’un test de ce dernier pour savoir si Brandon allait effectivement retourner à Alexandria, ou s’il allait se débarrasser de la mère et son fils qui, selon lui, ne leur étaient pas utiles. Cependant il s’avère que ce n’était pas un test et que Negan voulait réellement se débarrasser de Brandon, et qu’il avait l’intention de diriger l’enfant et sa mère vers Alexandria pour qu’ils puissent y trouver un refuge en sécurité. Negan fou de rage saisie alors une pierre et massacre Brandon. Il récupère alors le sac qu’avait ramené Brandon contenant la fameuse veste en cuir qu’il portait lorsqu’il était encore le leader des sauveurs, et récupère également sa batte Lucille et part vers une destination inconnue. Plus tard dans la nuit, Negan franchi la frontière des chuchoteurs et fait volontairement du bruit pour attirer l’attention, des rôdeurs arrivent et Negan les frappe au crâne avec sa batte de baseball, alors qu’il s’approche d’un autre rôdeur, en fait un chuchoteur, il est projeté en arrière par Beta qui apparaît devant lui, ce qui fait sourire Negan, l’épisode s’achevant sur cette rencontre épique. Tout au long de la saison, Negan va faire en sorte d’intégrer les chuchoteurs se justifiant en expliquant qu’il déteste les communautés. Il ira même jusqu’à participer (contre son gré) à la mise à sac de la Colline par les chuchoteurs et même enlèvera la fille d’Alpha pour lui faire plaisir. Il s’avère qu’en réalité Negan était infiltré chez les chuchoteurs et avait comme objectif de tuer Alpha d’où l’enlèvement de sa fille (qui le considérait comme un ami) afin de l’emmener loin des autres chuchoteurs et pouvoir la tuer en sécurité. Ce qu’il fera. Après cela, il ira dans la cabane où il a enfermé Lydia pour la libérer et expliquer la situation (Lydia voulait la mort de sa mère mais n’était pas capable de le faire). À son arrivée, il découvre que Lydia a été libérée par Daryl qui, n’étant pas au courant du double jeu de Negan, s’apprête probablement à le tuer. Cependant, quatre chuchoteurs font leur apparition et se rendant compte que Negan a tué Alpha, ils décident de le proclamer chef. Negan profite de la situation pour attaquer les chuchoteurs et sauver Daryl. Il lui rendra la pareille quelques jours plus tard en sauvant Negan, alors à la merci de Bêta, en le blessant mortellement. Quelques jours plus tard (où heures ça n’est pas vraiment indiqué) Maggie rentre au bercail et les deux personnages se croisent du regard. C’est à ce moment que l’on comprend vraiment  que Negan a changé. Vu la situation, Carol décide de bannir Negan dans une maison non loin des communautés pour éviter que Maggie ne le tue. Il décide d’aller récupérer sa batte se plongeant alors dans un flashback où il se voit quelques semaines après l’apocalypse en train de s’occuper de sa femme qui a un cancer. On y apprend que ne pouvant pas se résoudre à perdre sa femme, il a décidé de partir récupérer les médicaments et « liquides » dont elle a besoin. Un groupe de médecins l’ayant recueilli lui donne ce dont il a besoin mais sur le chemin du retour, il se fera arrêter par un groupe de survivants lui demandant où se trouve ce groupe, en le menaçant de vider les liquides. Voyant la situation, il décide de collaborer et donne les coordonnées du campement. Ils le laissent partir et à son retour chez lui, il découvre que sa femme s’est suicidée. Ne ressentant plus rien, il décide d’aller sauver les médecins et de tuer tout le groupe qui l’avait capturé. C’est à ce moment qu’est né « Negan le sauveur » . Après ce flashback, Negan décide de faire le deuil de sa femme en brûlant sa batte, ce qu’il réussit. Une fois libéré de ce poids, il décide de retourner vivre à Alexandria se fichant de Maggie, la saison 10 se terminant sur un échange de regards entre Maggie et Negan et un sourire de sa part.

#### Onzième saison
Negan réside toujours à Alexandria et est recruté à contrecœur par Maggie dans une mission pour ramener des vivres. Le nouveau groupe de Maggie est au courant du passif entre Maggie et Negan et estime qu'il doit mourir. Maggie refuse de le faire tant que la mission n'est pas fini. Se réfugiant dans le métro, le groupe est surpris par une horde, Negan sachant que Maggie le tuera ne la sauve pas la laissant à la merci de la horde. Malheureusement pour lui, Maggie survit et rejoint le groupe et après avoir une nouvelle confrontation avec Negan ne le tue toujours pas. Le groupe est rejoint par l'un des leurs ayant pris la fuite plus tôt et poursuivi par la horde, Negan cherche à l'aider mais Maggie refuse de l'ouvrir le qualifiant de traitre et que cela risque de les tuer. Le groupe quitte le métro et rejoint la route où ils sont attaqués par les faucheurs. Negan survit et emmène Alden blessé avec lui dans un centre commercial dans lequel Negan sauve Maggie d'un faucheur. Emmenant Alden dans une chapelle et partant à la recherche d'autres survivants, ils retrouvent finalement Gabril et Elijah. Negan propose à Maggie un plan consistant à se servir des méthodes des chuchoteurs pour mener une horde dans Meridian qu'elle accepte. Negan lui parle également du soir des morts de Glenn et Abraham et estime qu'il aurait du tous les tuer pour venger son peuple de l'attaque du satellite. Le groupe mène la horde dans Meridian et aidé de Daryl infiltré dans le groupe parvient à rentrer et à reprendre le dessus. Negan neutralise un faucheur leur permettant de négocier le départ de ceux-ci mais Maggie sous l'impulsion des paroles de Negan tue les derniers faucheurs à l'exception de Leah que Daryl laisse partir. Negan comprend que Maggie n'abandonnera jamais d'essayer de le tuer et refuse de vivre cela et décide de partir.
Negan rejoint une communauté et se marie avec une femme nommé Annie qui dirige le groupe. Ils découvrent plus tard qu'Annie est enceinte. Lorsqu'un groupe du Commonwealth arrive dans l'immeuble et provoque un massacre, Negan sauve Gabriel et envoi un homme contacté Maggie pour qu'elle vienne les aider. Lorsqu'elle arrive avec Elijah, Aaron et Lydia, le groupe s'associe avec eux, Maggie part avec Annie sauver d'autres habitants de l'immeuble, Negan apprend qu'Hershel a été trouvé par les soldats et part le sauver et informe Maggie de sa présence. Negan parle avec Hershel et ce dernier comprend qu'il est le meurtrier de son père et pointe une arme sur lui, Negan arrive à le raisonner et promet que quand il sera plus grand, ils auront une conversation. Negan, Annie et le reste des survivants sont ensuite déplacé dans une planque de Maggie le temps que le Commonwealth cesse de les rechercher. Maggie demande plus tard à Negan et Annie de veiller sur Hershel le temps qu'elle règle les problèmes avec le Commonwealth, Negan souligne le fait qu'Hershel ne lui fait pas confiance, Maggie dit qu'elle commence à lui faire confiance.
Apprenant que Maggie, Daryl, Aaron et Gabriel se dirige au Commonwealth, Negan et Annie laisse Hershel sous la surveillance de Lydia et Elijah pour aller les aider. Le groupe suggère d'envoyer Negan dans le Commonwealth pour contacter Carol. Negan accepte et après avoir fait comprendre à Mercer qu'il était avec Daryl, Negan est accepté dans le Commonwealth et trouvé par Jerry qui l'emmène à Carol. Negan informe Carol de la situation et les deux recherche Sebastian Milton pour passer un accord avec Pamela. L'accord accepté, Negan et Annie se rendent à l'hôpital pour une première écographie de leur bébé, plus tard Negan fait partie des personnes enlevés et emmené à Alexandria désormais sous contrôle total du Commonwealth et transformé en camp de travail. Le directeur du camp veut se servir de Negan comme exemple pour maintenir le pouvoir des soldats sur les prisonniers. Negan et Ezekiel passent un accord pour s'allier et mener une révolte. Negan se dénonce lui-même comme le leader de la rébellion à la surprise des autres prisonniers dont Ezekiel, le directeur du camp va alors tuer Annie comme exemple, Negan supplie de l'épargner disant qu'elle n'a rien à voir avec la révolte et ressent ce que Maggie à ressenti des années plus tôt. Le groupe mené par Maggie et Daryl arrive à reprendre Alexandria et Negan s'apprête à tuer le directeur mais est stoppé par Rosita qui veut l'interroger pour connaître l'emplacement de sa fille. Negan rejoint ensuite le groupe se rendant au Commonwealth pour stopper Pamela laissant Annie diriger Alexandria. Au Commonwealth, le groupe est piégé dans la gare et Pamela tire sur Judith Grimes. En fuite dans les rues, Negan et le reste du groupe combattent une horde de marcheurs pour créer un passage permettant à Daryl d'emmener Judith à l'hôpital. Réuni dans le commissariat, Negan propose à Maggie de faire équipe ensemble pour tuer Pamela, Maggie refuse. Plus tard, Negan vole le fusil de sniper de Maggie pour tuer lui-même Pamela et éviter à Maggie de le faire, mais celle-ci refuse qu'il le fasse se rendant sur le toit pour le faire elle-même, elle invite Negan à la suivre. Sur le toit, ils observent la situation entre Pamela et leur groupe se résolvant par l'arrestation de Pamela et la prise de pouvoir de Mercer. Sauvant le Commonwealth de la horde, le groupe célèbre sa victoire, Maggie rejoint Negan à l'extérieur où ce dernier lui exprime de nouveau ses remords pour Glenn et dit enfin la comprendre, Maggie dit qu'il a gagné sa place parmi eux mais qu'elle ne pourra jamais lui pardonner mais qu'elle veut dépasser cela pour elle-même et son fils. Negan comprend cela et décide quitter les communautés avec Annie.
Un an plus tard, Negan fait envoyer à Judith Grimes sa boussole que cette dernière lui avait confiée quelques années auparavant lui disant qu'elle lui a permis de trouver son chemin et qu'il espère que celle-ci la guidera à son tour.

#### The Walking Dead: Dead City
Quelques années après avoir quitté le Commonwealth, Negan est retrouvé par Maggie pour qu'il l'aide à sauver son fils kidnappé par un ancien sauveur.

## Développement
Jeffrey Dean Morgan a été choisi pour interpréter le rôle de Negan.

## Réception
Le personnage de Negan a été grandement apprécié, comme antagoniste, par la critique et les fans.
IGN dans leur compte-rendu sur la première apparition de Negan dans le numéro 100 déclare: « Le nouveau méchant semble déjà être une addition digne des personnages du comic. Je n'avais pas réalisé à quel point il me manquait un véritable antagoniste comme le Gouverneur dans cette série jusqu'à maintenant. La voix du méchant est clairement différente, ce qui permet à Kirkman de s'amuser avec une approche différente des dialogues. Pour une série où les personnes sont parfois en train de divaguer sans s'en rendre compte, ce personnage est vraiment très apprécié ». Dans leur compte-rendu sur le numéro 103, IGN sent que Negan s'est « rapidement défait du Gouverneur dans le département de la vilénie ». Quand la communauté autour de Negan s'est intéressée à sa relation avec Carl Grimes, il a été dit que « Il y a une tension palpable comme on se demande quel sort Negan réserve à son jeune ennemi. Mais même lorsqu'il montre son visage le plus sombre, Negan reste étrangement charismatique. Ce n'est pas difficile de comprendre comment il a réussi à se construire une telle position, complétée avec de nombreuses épouses et la dévotion d'une ville tout entière ».

## Jeux vidéo
Negan fait partie des nouveaux personnages jouables disponibles sur le season pass 2 de Tekken 7.